# Mistrzostwa Świata w Tenisie Stołowym 1999
45. Mistrzostwa świata w tenisie stołowym odbyły się w dniach 2–8 sierpnia 1999 roku w Eindhoven. Zawody zostały zdominowane przez reprezentantów Chin, którzy zwyciężyli we wszystkich konkurencjach.

## Końcowa klasyfikacja medalowa
| Miejsce | Państwo          | Złoto | Srebro | Brąz | Razem |
| ------- | ---------------- | ----- | ------ | ---- | ----- |
| 1       | Chiny            | 5     | 5      | 4    | 14    |
| 2       | Korea Południowa | 0     | 0      | 3    | 3     |
| 3       | Austria          | 0     | 0      | 1    | 1     |
| 3       | Szwecja          | 0     | 0      | 1    | 1     |
| 3       | Chorwacja        | 0     | 0      | 1    | 1     |
| 3       | Białoruś         | 0     | 0      | 1    | 1     |

## Medaliści
| Konkurencja:            | Złoto:                    | Srebro:            | Brąz:                                                         |
| gra pojedyncza kobiet   | Wang Nan                  | Zhang Yining       | Ryu Ji-hye Li Nan                                             |
| gra pojedyncza mężczyzn | Liu Guoliang              | Ma Lin             | Werner Schlager Jan-Ove Waldner                               |
| gra podwójna kobiet     | Wang Nan Li Ju            | Sun Jin Yang Ying  | Zhang Yingying Zhang Yining Kim Moo-kyo Park Hae-jung         |
| gra podwójna mężczyzn   | Kong Linghui Liu Guoliang | Wang Liqin Yan Sen | Zoran Primorac Uładzimir Samsonau Kim Taek-soo Park Sang-joon |
| gra mieszana            | Ma Lin Zhang Yingying     | Feng Zhe Sun Jin   | Wang Liqin Wang Nan Qin Zhijian Yang Ying                     |